# Congregazione del Corpo di Cristo

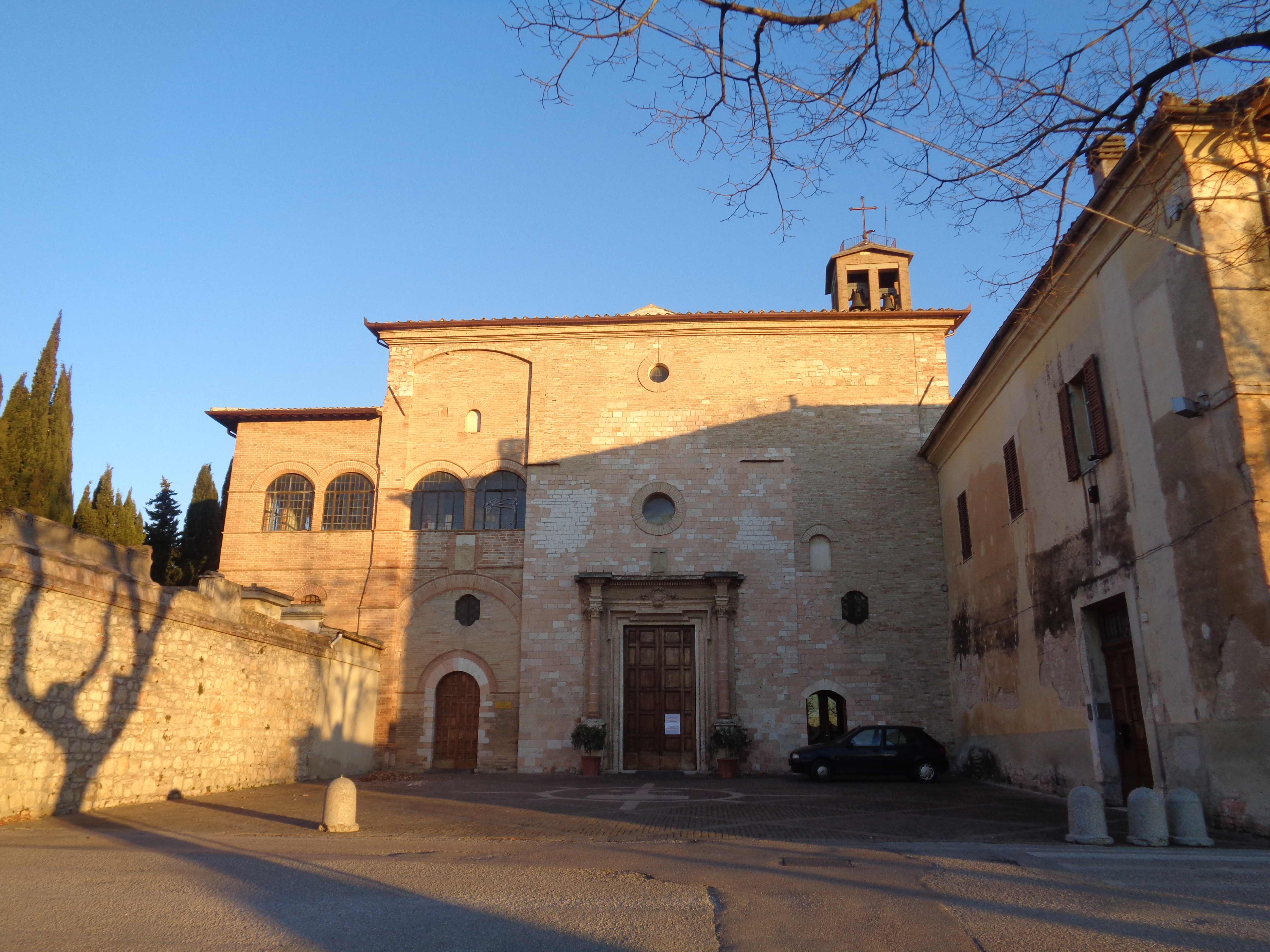
Foligno - Chiesa di Santa Maria in Campis

La Congregazione del Corpo di Cristo fu una congregazione religiosa benedettina presente in Umbria dal XIV e il XVI secolo. Caratterizzata alla devozione al Corpo di Cristo, la congregazione fu istituita da Andrea di Paolo presso Gualdo Tadino nel 1328 e, successivamente, fu traslata prima della fine del secolo nei pressi di Foligno, dove rimase fino all'unione con i benedettini dipendenti dal cenobio di Monte Oliveto Maggiore nel 1582.

## Storia

### Fondazione
La Congregazione del Corpo di Cristo fu fondata nel 1328 da Andrea di Paolo in un monastero situato fuori dalle mura di Gualdo Tadino. Andrea di Paolo proveniva dall'Abbazia di San Benedetto, nei pressi di Assisi, e lasciò quel luogo con alcuni compagni per dare vita a questa nuova comunità monastica. La scelta di dedicare il monastero al "Corpo di Cristo" indica una precoce e significativa devozione all'Eucaristia come fulcro della loro spiritualità, in un'epoca in cui il culto eucaristico era in crescente diffusione. La fondazione ottenne l'approvazione di Alessandro Vincioli, vescovo di Nocera Umbra, e successivamente fu confermata da una bolla di Papa Gregorio XI nel 1377. L'atto di fondare una nuova congregazione, pur rimanendo nell'alveo della tradizione benedettina, suggerisce una specifica visione o un'esigenza spirituale che Andrea di Paolo e i suoi compagni sentivano di non trovare pienamente soddisfatta negli ordini esistenti. La provenienza del fondatore da una consolidata abbazia benedettina avrebbe certamente influenzato la struttura iniziale e i principi guida della nuova comunità.
Un'altra fonte menziona una "Parrocchia del Santissimo Corpo di Cristo in Bosco" con sede a Perugia, il cui titolo deriverebbe dai Benedettini del Corpo di Cristo fondati nel 1238 da un certo Andrea di Paolo d'Assisi. Questa discrepanza nella data di fondazione (1238 contro 1328) solleva interrogativi sull'identità di questo Andrea di Paolo e sulla possibile esistenza di due congregazioni distinte con la stessa dedicazione nella regione umbra. Potrebbe trattarsi di un errore di datazione in una delle fonti, oppure di due iniziative religiose separate ma contemporanee, entrambe testimoni di una sentita devozione al Corpo di Cristo all'interno della famiglia benedettina.

### Trasferimento a Santa Maria in Campis
La sede principale della Congregazione del Corpo di Cristo fu successivamente trasferita all'Abbazia di Santa Maria in Campis, nei pressi di Foligno. Questa decisione fu direttamente conseguente alla distruzione del monastero originario di Gualdo Tadino nel 1393. Dopo questo evento, l'Abate Generale della congregazione si trasferì nella più sicura e prestigiosa sede di Santa Maria in Campis. Già nel 1373 la chiesa di Santa Maria in Campis era stata affidata dal vescovo di Foligno ai Cistercensi del Corpo di Cristo. Questa circostanza suggerisce che esisteva già un legame tra la congregazione del Corpo di Cristo e Santa Maria in Campis prima del 1393. Il trasferimento potrebbe quindi essere stato una naturale evoluzione o un consolidamento di una presenza già esistente, accelerato dalla calamità che colpì la sede di Gualdo Tadino.
Il trasferimento a Santa Maria in Campis ebbe probabilmente un impatto significativo sullo sviluppo della Congregazione del Corpo di Cristo. Santa Maria in Campis era un luogo di antica e venerabile storia, con origini che potrebbero risalire al V secolo, e che aveva rivestito il ruolo di prima basilica della diocesi di Foligno. La sua posizione lungo la Via Flaminia, un'importante arteria di comunicazione romana, avrebbe favorito gli spostamenti, le comunicazioni e potenzialmente attratto nuovi membri e donazioni. Stabilirsi in un centro religioso e storicamente rilevante come Santa Maria in Campis avrebbe accresciuto la visibilità e l'influenza della Congregazione del Corpo di Cristo, offrendo una base più solida e risorse maggiori per la comunità. La presenza di una necropoli romana nell'area potrebbe inoltre indicare una particolare sacralità del luogo già in epoca antica.

### Assorbimento da parte della Congregazione Olivetana
La Congregazione del Corpo di Cristo si unì ai benedettini dipendenti dal cenobio di Monte Oliveto Maggiore nel 1582. Nello stesso anno, la chiesa di Santa Maria in Campis fu affidata ai monaci benedettini olivetani. Le motivazioni specifiche che condussero a questa unione non sono esplicitamente indicate nelle fonti disponibili, ma è possibile ipotizzare diverse ragioni. Un declino nel numero dei monaci, difficoltà economiche o il desiderio di maggiore stabilità e risorse offerte dalla più grande e affermata Congregazione Olivetana potrebbero aver giocato un ruolo. Inoltre, nel contesto delle riforme promosse dal Concilio di Trento nella seconda metà del XVI secolo, si potrebbe essere assistito a una tendenza al raggruppamento di congregazioni minori in ordini più grandi e strutturati.
L'assorbimento da parte della Congregazione Olivetana avrebbe comportato l'adozione delle usanze e delle strutture di governo olivetane da parte dei monaci della Congregazione del Corpo di Cristo. La Congregazione Olivetana, pur seguendo la Regola di San Benedetto, presentava caratteristiche proprie, come l'elezione temporanea degli abati e una maggiore facilità per i monaci di trasferirsi tra i diversi monasteri. Sebbene la spiritualità benedettina di base sarebbe rimasta, aspetti specifici delle pratiche e dell'organizzazione sarebbero cambiati. È probabile che la forte devozione mariana tipica degli Olivetani avrebbe influenzato anche la spiritualità dei monaci provenienti dalla Congregazione del Corpo di Cristo, aggiungendo un elemento mariano alla loro preesistente attenzione eucaristica. Anche l'abito bianco degli Olivetani avrebbe sostituito l'eventuale abito precedente.
La possibile influenza cistercense sulla Congregazione del Corpo di Cristo potrebbe rappresentare un'ulteriore distinzione, dato che gli Olivetani erano una riforma specifica all'interno del monachesimo benedettino, non direttamente legata ai Cistercensi. Nonostante queste differenze, la comune base benedettina e la condivisa venerazione per l'Eucaristia potrebbero aver facilitato l'unione delle due congregazioni nel XVI secolo. La struttura centralizzata della Congregazione Olivetana, con l'autorità dell'Abate Generale di Monte Oliveto Maggiore, rappresentò probabilmente un cambiamento significativo per la Congregazione del Corpo di Cristo.

## Spiritualità ed eredità
Lo scopo della Congregazione era quello di onorare con particolare devozione il Santissimo Sacramento, nello specifico attraverso la celebrazione della relativa solennità con particolare reverenza, la cura delle processioni solenni e la devota ricezione della Santa Comunione da parte dei fedeli. Al centro della spiritualità fu dunque il culto e l'Adorazione dell'Eucarestia, tanto che nel loro stemma erano raffigurati due angeli che sorreggono adorando un calice sormontato da un'Ostia
Attualmente i Monaci Benedettini dell'Adorazione Perpetua del Priorato di Silverstream si considerano gli eredi di questa lunga e venerabile tradizione spirituale, grazie anche alla mediazione dell'importante figura dell'Abate Olivetano Celestino Maria Colombo O.S.B. che attinse contemporaneamente alla propria spiritualità olivetana, a quella benedettina dell'Adorazione Eucaristica di Mectilde de Bar e, non da ultimo, proprio all'antica intuizione della Congregazione del Corpo di Cristo di Santa Maria in Campis di cui divenne priore nel 1907.